# Gamla kirurgen
Gamla kirurgen, numera Hus R, är en byggnad vid Sandgatan i Lund, som uppfördes 1867 som kirurgisk klinik för Lunds lasarett. Den ritades av Helgo Zettervall i sengotisk stil och har senare som sjukhus om- och tillbyggts efter ritningar av Axel Kumlien 1905 och Salomon Sörensen 1928.
Byggnaden ligger på Lunds gamla lasarettsområde och byggdes som en kirurgisk paviljong. Huset förblev i huvudsak oförändrat i nästan 40 år. År 1905 lyckades den sedan några år nytillträdde kirurg- och sjukhuschefen, professor Jacques Borelius, få landstinget att renovera, modernisera och bygga ut kliniken.
Efter det att lasarettet flyttat från södra lasarettsområdet omkring 1970, ombyggdes Gamla kirurgen efter ritningar av Anselms arkitektkontor till undervisningslokaler för Samhällsvetenskapliga fakulteten vid Lunds universitet.